# المجر في الألعاب الأولمبية
المجر في الألعاب الأولمبية الألعاب الأولمبية هي من أهم الأحداث الرياضية في المجر، تقوم اللجنة الأولمبية المجرية بالإشراف في شؤون مشاركة المجر في الألعاب الأولمبية، أول مشاركة للمجر في الألعاب الأولمبية كانت في دورة 1896 في أثينا وشاركت المجر في جميع الدورات بعدها ما عدا دورة 1920 في أنتويرب ودورة دورة 1984 في لوس أنجلوس في الولايات المتحدة، عادة ما كانت تنهي المجر دورات الألعاب الأولمبية في المراكز العشرين الأولى في ترتيب الميداليات، وقد فازت المجر حتى الآن في مشوارها في الألعاب الأولمبية الصيفية بمجموع 476 ميدالية في الألعاب الأولمبية الصيفية منها 167 ميدالية ذهبية و 144 فضية و 165 برونزية، كما أنها تحتل المركز الثامن في جدول ميداليات الألعاب الأولمبية التاريخي الكلي، وأكثر الرياضات التي تنافس فيها هي المبارزة و السباحة و التجديف و المصارعة و الجمباز و ألعاب القوى و الملاكمة و السباق الثلاثي و كرة الماء و الرماية و كرة القدم وبدرجة أقل في رفع الأثقال و الجودو وتعتبر المجر أكثر دولة حققت الميداليات في كرة القدم حيث حققت 3 ميداليات ذهبية وكرة الماء التي فازت ب9 ميداليات ذهبية والسباق الثلاثي والتي فازت المجر فيه ب9 ميداليات ذهبية.
في الألعاب الأولمبية الشتوية تعتبر المجر من الدول التي شاركت في جميع دوراتها، من أول دوراتها في دورة 1924 في شاموني في فرنسا، وحققت 6 ميداليات منها ميداليتين فضيتين و4 برونزية ولم تتمكن حتى دورة 2014 من تحقيق أي ميدالية ذهبية.